# Théophile Kaboy Ruboneka
Théophile Kaboy Ruboneka (* 27. Februar 1941 in Bobandana) ist ein kongolesischer Geistlicher und emeritierter römisch-katholischer Bischof von Goma.

## Leben
Théophile Kaboy Ruboneka empfing am 27. August 1972 die Priesterweihe.
Papst Johannes Paul II. ernannte ihn am 2. November 1995 zum Bischof von Kasongo. Die Bischofsweihe spendete ihm der Bischof von Goma, Faustin Ngabu, am 19. März des nächsten Jahres; Mitkonsekratoren waren Erzbischof Faustino Sainz Muñoz, Apostolischer Nuntius in der Demokratischen Republik Kongo, und Christophe Munzihirwa Mwene Ngabo SJ, Erzbischof von Bukavu.
Am 21. April 2009 ernannte ihn Benedikt XVI. zum Koadjutorbischof von Goma. Mit der Emeritierung Faustin Ngabus folgte er diesem am 18. März 2010 im Amt des Bischofs von Goma nach.
Papst Franziskus nahm am 23. April 2019 seinen altersbedingten Rücktritt an.